# Alenka Puhar
Alenka Puhar (nascuda el 4 de febrer de 1945) és una periodista, autora, traductora i historiadora eslovena. És coneguda per un llibre innovador inspirat en la psicohistòria escrit l'any 1982, que porta per títol, en eslovè, Prvotno besedilo življenja, i es basa en la història social de la petita infància als territoris tradicionals d'Eslovènia, que al segle xix formaven part de l'Imperi Austrohongarès. D'aquest llibre se'n va fer un documental televisiu que es va emetre el 2010 a la Radiotelevisió eslovena. El seu avi era el fotògraf i inventor Janez Puhar, que va inventar un procés de fotografia sobre vidre.

## Obres destacades
- Prvotno besedilo življenja ("El text primigeni de la vida". Zagreb: Globus, 1982);
- Peticije, pisma en tihotapski časi ("Peticions, Cartes i Temps de Contraban". Maribor: Obzorja, 1985);
- Slovenski avtoportret 1918-1991 ("Autoretrat eslovè", 1918-1991. Ljubljana: Nova revija, 1992);
- Pozabljena polovica ("La meitat oblidada", co-editat amb Marta Verginella et al. Ljubljana: Acadèmia Eslovena de Ciències i Arts).